# Organización territorial de los Emiratos Árabes Unidos
Los Emiratos Árabes Unidos son una federación conformada por siete entidades autónomas denominadas «emiratos» (imarat; singular - imarah) pero unidas bajo un solo gobierno. Cada estado tiene su propio gobernante, que en el caso de Abu Dabi es actualmente a la vez presidente de los Emiratos Árabes Unidos.
Los límites entre los distintos emiratos son bastantes complicados, habiendo muchos enclaves de unos dentro de las fronteras de otros.
| Mapa de Político Administrativo de los Emiratos Árabes Unidos \| Bandera \| Emirato \| Nombre árabe \| Capital \| Gobernante (desde) \| Gobernante (desde) \| Área \| Población (2007) \| Mapa \| \| ------- \| ---------------------- \| ------------------------ \| ------------- \| ------------------------------ \| ------------------ \| ---------- \| ---------------- \| ---- \| \| \| Abu Dabi \| أبو ظبي \| Abu Dhabi \| Mohamed bin Zayed Al Nahayan \| 2022 \| 67 340 km² \| 1 465 431 \| \| \| \| Ajman \| عجمان \| Ajman \| Humaid bin Rashid Al Nuaimi \| 1981 \| 259 km² \| 260 492 \| \| \| \| Dubái \| دبي \| Dubái \| Mohammed bin Rashid Al Maktoum \| 1990 \| 3885 km² \| 1 469 330 \| \| \| \| Fuyaira \| الفجيرة \| Fuyaira \| Hamad bin Muhammad Al Sharqi \| 1974 \| 1166 km² \| 118 933 \| \| \| \| Ras al Jaima \| رأس الخيمة \| Ras el Jaima \| Saud bin Saqr Al Qasimi \| 2010 \| 1683 km² \| 191 753 \| \| \| \| Sharjah \| الشارقة \| Sarja \| Sultan al-Qasimi \| 1972 \| 2590 km² \| 656 941 \| \| \| \| Umm al-Qaywayn \| أم القيوين \| Um el Kaiwain \| Sa'ud bin Rashid Al Mu'alla \| 2009 \| 777 km² \| 59 098 \| \| \| \| Emiratos Árabes Unidos \| الإمارات العربية المتحدة \| Abu Dhabi \| \| \| 77 700 \| 4 381 978 \| \| |                        |                          |               |                                |                    |            |                  |      |
| Bandera | Emirato                | Nombre árabe             | Capital       | Gobernante (desde)             | Gobernante (desde) | Área       | Población (2007) | Mapa |
| | Abu Dabi               | أبو ظبي                  | Abu Dhabi     | Mohamed bin Zayed Al Nahayan   | 2022               | 67 340 km² | 1 465 431        |      |
| | Ajman                  | عجمان                    | Ajman         | Humaid bin Rashid Al Nuaimi    | 1981               | 259 km²    | 260 492          |      |
| | Dubái                  | دبي                      | Dubái         | Mohammed bin Rashid Al Maktoum | 1990               | 3885 km²   | 1 469 330        |      |
| | Fuyaira                | الفجيرة                  | Fuyaira       | Hamad bin Muhammad Al Sharqi   | 1974               | 1166 km²   | 118 933          |      |
| | Ras al Jaima           | رأس الخيمة               | Ras el Jaima  | Saud bin Saqr Al Qasimi        | 2010               | 1683 km²   | 191 753          |      |
| | Sharjah                | الشارقة                  | Sarja         | Sultan al-Qasimi               | 1972               | 2590 km²   | 656 941          |      |
| | Umm al-Qaywayn         | أم القيوين               | Um el Kaiwain | Sa'ud bin Rashid Al Mu'alla    | 2009               | 777 km²    | 59 098           |      |
| | Emiratos Árabes Unidos | الإمارات العربية المتحدة | Abu Dhabi     |                                |                    | 77 700     | 4 381 978        |      |